# Deus ex machina

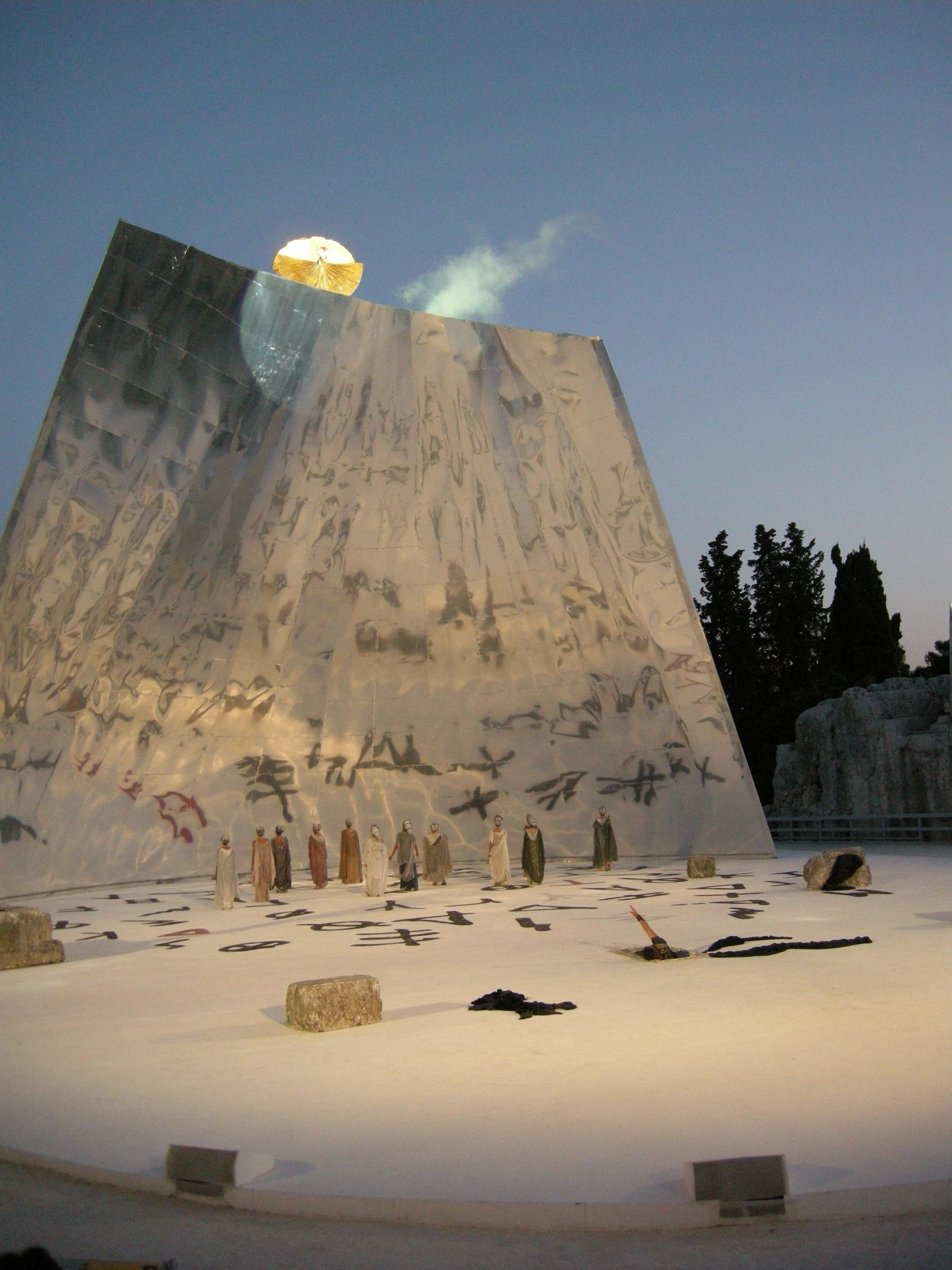
Deus ex machina en la tragedia Medea de Eurípides (2009, Siracusa, Italia)

Deus ex machina es una locución latina que significa «el dios [que baja] de la máquina», traducción de la expresión griega «ἀπὸ μηχανῆς θεóς» (apò mēchanḗs theós), o mejor entendido como «por obra de Dios». Se origina en el teatro griego y romano, cuando una grúa (machina) o cualquier otro medio mecánico introducía desde fuera del escenario a un actor que interpretaba a una deidad (deus) para resolver una situación o dar un giro a la trama.
Hoy, se utiliza para referirse a un mecanismo argumental en que un elemento externo resuelve una historia sin seguir su lógica interna. Por lo general, un problema aparentemente irresoluble en una historia es resuelto de golpe por una ocurrencia inesperada e improbable,siendo típicamente una persona o cosa que aparece o es introducida sorpresivamente, ofreciendo una solución artificial o forzada a una dificultad en apariencia irresoluble. Tiene generalmente la función de resolver situaciones argumentales de otro modo irresolubles, sorprender a la audiencia, llevar la historia a un final feliz o servir como un recurso comédico.
Desde el punto de vista de la estructura de un guion, deus ex machina refiere a cualquier hecho cuya causa viene impuesta por necesidades del propio guion, a fin de que mantenga lo que se espera de él desde un punto de vista del interés, de la comercialidad, de la estética o de cualquier otro factor, incurriendo en la falta de coherencia interna. Fuera del mundo teatral, se trata de un personaje o acontecimiento inesperado que aporta una solución oportuna a una situación dramática.

## Teatro griego clásico
El deus ex machina fue usado originalmente en el teatro griego, ya Esquilo y Sófocles lo usaron, aunque con moderación, el primero en Euménides y el segundo en su Filoctetes. No sería sino a partir de Eurípides cuando se convertiría en un recurso común en las obras helénicas usándolo en nueve de dieciocho obras conocidas y atribuidas a él.
Ya en esa época se lanzaron críticas contra este recurso. Es famoso el reproche realizado por Aristóteles sobre la falta credibilidad del deus ex machina, al realizar un análisis de cómo debe ser la tragedia:

Por esta razón es menester, así en la descripción de las costumbres como de los hechos, tener siempre presente o lo natural o lo verosímil; que tal persona haga o diga las tales cosas, y que sea probable o necesario que esto suceda tras esto. De donde consta también que las soluciones de las dificultades han de seguirse naturalmente de la misma fábula, y no como en la Medea por tramoya (deus ex machina), y en la Ilíada la quedada, resulta ya la vuelta.
Poética, Aristóteles. III, 15.

### Ejemplos
Un ejemplo citado con frecuencia es la Medea de Eurípides, en el que el deus ex machina es un carro tirado por dragones y enviado por el dios solar Helios, que se usa para alejar a su nieta Medea de su esposo Jasón llevándola a Atenas. En el Alcestis, la heroína epónima accede a ofrecer su propia vida para salvar la de su esposo Admeto. Al final, Heracles aparece y arranca a Alcestis de la Muerte, devolviéndola a la vida y a los brazos de Admeto.
La obra Las Tesmoforiantes de Aristófanes parodia el uso frecuente la grúa por parte de Eurípides haciendo a Eurípides mismo un personaje de la obra y poniéndolo en escena por medio del mechane.
Este recurso argumental producía respuestas emocionales inmediatas en las audiencias griegas, quienes sentían asombro y sorpresa ante la aparición de los dioses, lo que a menudo reforzaba los efectos morales de la obra.

## Coherencia
Es relativamente fácil hallar en diversos guiones de teatro o cine variados ejemplos de deus ex machina. Bien sea la repentina llegada del héroe en el último momento, la inesperada ayuda de un tercero (como una carga de caballería), el oportuno eclipse o fenómeno natural, o la rara torpeza del antagonista perdiendo valioso tiempo para consumar sus planes, es muy difícil evitar la aparición de estos elementos. El motivo en general es simple: en muchos guiones, la trama es el nexo primario de creación artística, y todos los demás elementos (personajes, hechos) deben adaptarse—o subordinarse—a la trama o como popularmente se le suele llamar el poder del guion.
El principal problema de este tipo de acontecimientos es que, al percibirse la falta de coherencia interna, puede producir incomodidad, ya sea entre lectores, espectadores, o actores, dependiendo de la obra. La cantidad justa de causalidad impuesta por la narración es un elemento difícil de manejar para el guionista: por una parte, el deus ex machina es un método fácil para obtener la trama deseada, pero también puede hacer que el conjunto de la trama no resulte creíble o que incluso alcance un grado de absurdo indeseable.

## Cómo evitarlo
Una de las formas de evitarlo es recurriendo a las técnicas narrativas conocidas como planting o set up  y pay-off. Planting es la introducción de un elemento o escena para desenlazarlo mediante un pay-off que lo vincula al primer elemento. Así, por ejemplo, en el planting la trama incluye datos e informaciones que son revelados progresivamente, hasta que en un punto determinado de la narración se descubre (pay off) el sentido o utilidad de tales datos.
Otra forma de descartar este recurso es demostrar o reconocer abiertamente lo improbable o azaroso que resulta. Así, en la comedia paródica Monty Python and the Holy Grail, la trama recurre a un deus ex machina anacrónico pero deliberado, cuando guerreros europeos de la Edad Media son repentinamente detenidos por un coche de policía de 1975. Más sutilmente en la película Casablanca, tras un reencuentro de los protagonistas en un recóndito lugar del mundo, el propio personaje central exclama:

De todos los restaurantes de todas las ciudades en todo el mundo, ella tenía que entrar en el mío.
Humphrey Bogart en Casablanca.

## Ejemplos de su uso

### En la cultura clásica
- En Medea de Eurípides, Helios salva a Medea de morir mandándole el carro del Sol, en el que escapa.

### En el teatro moderno
Shakespeare utiliza este recurso en sus obras Como gustéis, Pericles, príncipe de Tiro y Cimbelino. John Gay lo utliliza en The Beggar's Opera donde un personaje rompe la acción y reescribe el final como un indulto de la horca de MacHeath.